# 賴廷山
47°25′46″N 14°53′43″E / 47.429365°N 14.895325°E

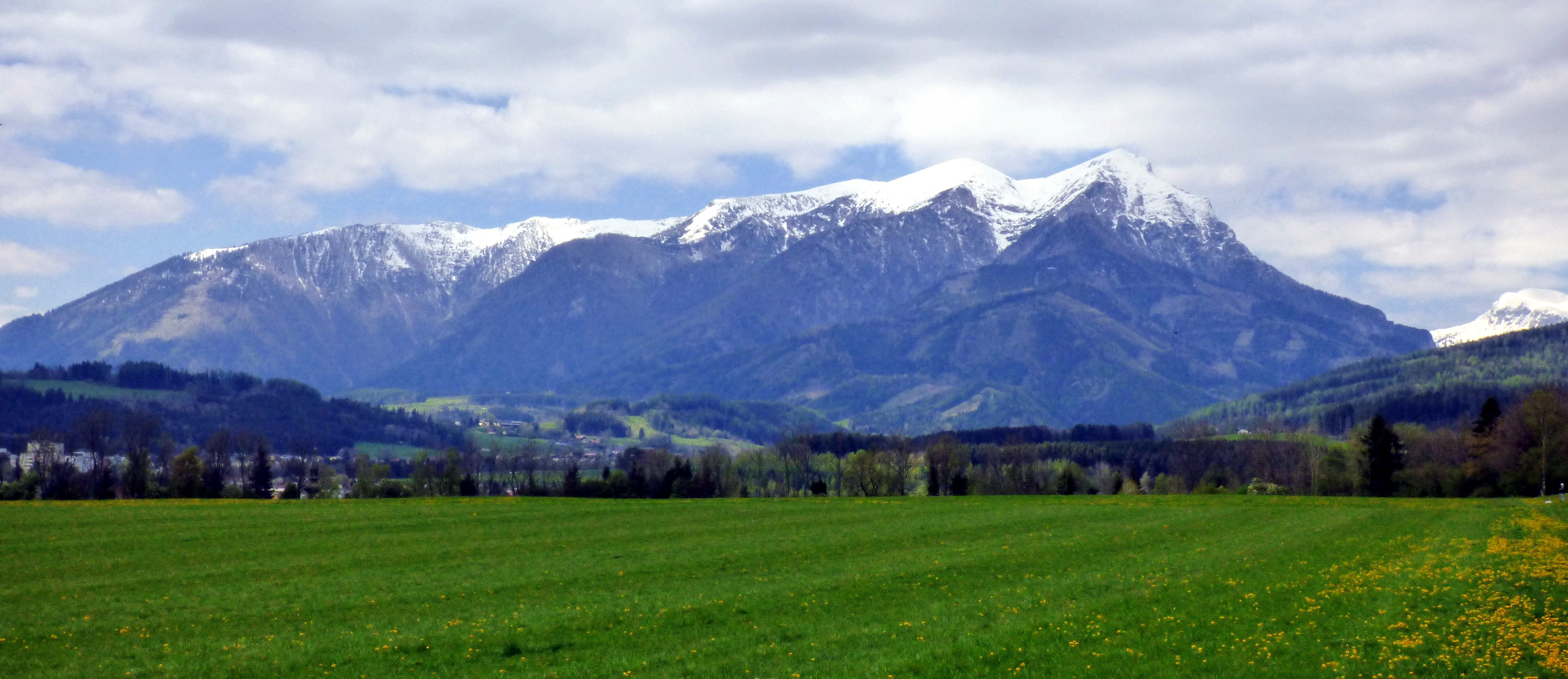

賴廷山（德語：Reiting），是奧地利的山峰，位於該國東南部，由施泰爾馬克州負責管轄，屬於艾塞訥茨阿爾卑斯山脈的一部分，最高點格塞克山海拔高度2,214米。